# Victor Mees
Victor Mees, född 26 januari 1927, död 11 november 2012,   var en av 1950-talets mest tongivande spelare i det belgiska fotbollslandslaget. Mellan åren 1949 och 1960 spelade han 68 landskamper och ingick i Belgiens trupp 1954 till Schweiz-VM. Belgien slutade sist i sin grupp efter 4-4 mot England och 1-4 mot Italien.
På klubbnivå var han trogen Royal Antwerpen hela sin karriär och debuterade som 17-åring. 1956 vann Gentlemannabacken Mees utmärkelsen "Gyllene Skon" i Belgien och året därpå, 1957, vann han ligan med Antwerpen. 1955 var han med och vann belgiska cupen.
Mees kallades "Vic" eller "Vicky"
Victor Mees hade nummer 6 i VM 1954.